# Бледноногая короткокрылая камышовка
Бледноногая короткокрылая камышовка (лат. Hemitesia pallidipes) — вид птиц из семейства ширококрылых камышевок. Выделяют три подвида.

## Распространение
Обитают в гималайском регионе и его южноазиатских окрестностях на территории Непала, Северной Индии, а также Мьянмы, Лаоса, в северной части Вьетнама и южной части Китая, в Таиланде.
В марте 1993 птицу однократно наблюдали на Шри-Ланке.

## Биология
Птицы часто живут на лугах, поросших травой Themeda triandra. Сезон размножения продолжается с мая по июль.

## Вокализация
Поют громко. Именно песня — лучший признак присутствия Hemitesia pallidipes. При этом зимой птицы молчаливы, проявляя песенную активность весной.
МСОП присвоил виду охранный статус LC.